# Grégory Tanagro
Grégory Tanagro (Sète, 17 giugno 1984) è un giocatore di beach soccer francese, di ruolo centrocampista.